# موراي راني
موراي راني (بالإنجليزية: Murray Raney)‏ ـ (14 أكتوبر 1885 - 3 مارس 1966) هو مهندس ميكانيكي أمريكي ولد في كارولتون بولاية كنتاكي الأمريكية. قام بتطوير حفاز من النيكل عرف باسم نيكل راني، يستخدم في العمليات الصناعية والأبحاث العلمية لهدرجة الروابط المتكافئة العديدة الموجودة في الجزيئات.
حصل راني على درجة البكالوريوس في الهندسة الميكانيكية من جامعة كنتاكي سنة 1909، ثم عمل معلماً بكلية ولاية كنتاكي الشرقية، وكان أيضاً مسؤولاً عن أنظمة التدفئة والإضاءة فيها حتى عام 1910.
عمل راني بعد ذلك في شركة فورت أورانج لصناعة الورق في كاسلتون-أون-هدسون بولاية نيويورك عامي 1910 و1911، انتقل بعدها إلى سبرينغفيلد بولاية إلينوي للعمل في إحدى شركات تصنيع المحركات البخارية، حيث ظل هناك حتى سنة 1913. وفي نفس العام انتقل راني إلى تشاتانوغا بولاية تينيسي حيث عمل مندوب مبيعات بشركة تشاتانوغا للسكك الحديدية والإضاءة والطاقة.
في سنة 1915 عين راني مساعد مدير لإنتاج الهيدروجين المستخدم في إنتاج الزيوت النباتية في شركة لوكاوت للزيوت والتنقية، وفي هذه الفترة بدأ راني عمله على تطوير ما عرف فيما بعد باسم حفازات راني. وفي سنة 1925 ترك راني شركة لوكاوت وانتقل إلى شركة جيلمان للدهانات والورنيش ليعمل فيها مديراً للمبيعات، ثم ترقى حتى صار رئيساً للشركة، ولكنه تركها بعد 25 عاماً من العمل بها ليؤسس شركة راني للحفازات سنة 1950، حيث كرس وقته بالكامل منذ ذلك الوقت لإنتاج الحفازات. وقد انتقلت ملكية هذه الشركة سنة 1963 إلى شركة و. ر. غريس وشركائه، وما زالت تنتج نيكل راني حتى اليوم.
حصل راني على درجة الدكتوراه الفخرية في العلوم سنة 1951، وكان عضواً بالجمعية الكيميائية الأمريكية وجمعية كيميائيي الزيوت الأمريكية. كما سجلت باسمه 6 براءات اختراع أمريكية و5 براءات اختراع أوروبية عن تطويره للحفازات وللعمليات الميتالورجية التي استخدمت في تحضير تلك الحفازات,.